# Friedrich Wilhelm Levi
Pour les articles homonymes, voir Levi.
Friedrich Wilhelm Levi, né le 6 février 1888 à Mulhouse, en Alsace, situé à l'époque en Allemagne, et mort le 1er janvier 1966 à Fribourg-en-Brisgau, dans le Land de Bade-Wurtemberg en Allemagne, est un mathématicien allemand.

## Biographie
Il fait son service militaire obligatoire dans l'armée allemande en 1906-1907, et s'inscrit simultanément comme étudiant à l'université de Wurtzbourg.
En 1911 il obtient un doctorat de mathématiques à l’université de Strasbourg avec une thèse intitulée Integritätsbereiche und Körper dritten Grades préparée sous la direction de Heinrich Weber. Puis, il étudie à Göttingen et Leipzing, et présente une habilitation en 1914. Il sert pendant la Première Guerre mondiale de 1914 à 1918 dans l'artillerie. Il est décoré de la croix de fer, et libéré comme lieutenant. En 1917, il épouse Barbara Fiting, et le couple a trois enfants (Paul (en), Charlotte, Suzanne).
Il enseigne à l'université de Leipzig entre 1920 et 1935, et est démis de ses fonctions par le gouvernement nazi à cause de ses ancêtres juifs. Il accepte alors une offre de l'université de Calcutta et devient en 1935 directeur du département de mathématiques. Sa mère et sa sœur, restées en Allemagne, sont victimes de l'holocauste. D'après Pinl, il est très apprécié parmi les mathématiciens en Inde. Il est plusieurs fois président de la Indian Mathematical Society, et est membre de divers conseils et comités. En 1948, Levi devient professeur de mathématiques au Tata Institute à Bombay.
Il retourne en Allemagne en 1952 et devient professeur à l'université libre de Berlin, et ensuite est professeur émérite à l'université de Fribourg-en-Brisgau, où il fait cours de 1958 à 1961.

## Travaux
F. W. Levi est connu pour ses recherches en algèbre. Il a aussi travaillé en géométrie, topologie, théorie des ensembles et en analyse. D'après Fuchs et Göbel, il est considéré comme l'un des « pères de l'algèbre en Inde ». Voici quelque titres ; une bibliographie complète est donnée par Pinl :
- (de) Abelsche Gruppen mit abzählbaren Elementen, B. G. Teubner, Leipzig, 1919 (habilitation à l'université de Leipzig)
- (de) Geometrische Konfigurationen. Hirzel, Leipzig, 1929
- (de) avec Reinhold Baer, Ränder topologischer Räume. Hirzel, Leipzig, 1930
- (en) On the fundamentals of analysis, University of Calcutta, Calcutta, 1939 (six conférences données en février 1938 à l'université de Calcutta)
- (en) avec R. N. Sen : Plane geometry, Calcutta, 1939
- (en) Finite geometrical systems, University of Calcutta, Calcutta, 1942 (six conférences publiques données en février 1940 à l'université de Calcutta)
- (en) Algebra, vol. 1, Calcutta, University of Calcutta, 1942, xii+305 (MR 0006973)
- (de) avec Reinhold Baer, « Stetige Funktionen in topologischen Räumen », Math. Z., vol. 34, no 1,‎ 1932, p. 110-130 (MR 1545244)
- (de) « Streckenkomplexe auf Flächen », Math. Z., vol. 22, no 1,‎ 1925, p. 45-61 (MR 1544713)
- (de) « Über die Untergruppen freier Gruppen », Math. Z., vol. 32, no 1,‎ 1930, p. 315-318 (MR 1545167)
- (en) « On semigroups », Bull. Calcutta Math. Soc., vol. 36,‎ 1944, p. 141-146 (MR 0011694)
- (en) « Notes on group theory. VII. The idempotent residue classes and the mappings {m} », J. Indian Math. Soc. (N. S.), vol. 9,‎ 1945, p. 37-42 (MR 0016414) (7e d'une série de Notes.)
- (en) « On semigroups II », Bull. Calcutta Math. Soc., vol. 38,‎ 1946, p. 123-124 (MR 0019095)
- (de) « Ein geometrisches Überdeckungsproblem », Arch. Math., vol. 5,‎ 1954, p. 476-478 (MR 0063685)